# Joan Prats Bonet
Joan Prats Bonet (Sant Antoni de Portmany, illa d'Eivissa, 1942 - 23 de febrer de 2023, Eivissa) fou un arquitecte eivissenc. Llicenciat per la Universitat de Barcelona, va ser autor de
diferents projectes de restauració del patrimoni arquitectònic de les illes d'Eivissa i Formentera. Destacat membre de les Comissions d'Urbanisme i del Patrimoni Històrico-artístic de les Pitiüses, com també dels plans especials de protecció dels barris de Dalt Vila i de Sa Penya i la Marina.
A les eleccions municipals espanyoles de 1979 va ser elegit batle d'Eivissa, càrrec que va exercir fins al 1983. En el seu vessant com a investigador de temes i personatges de les Pitiüses va ser membre de les Juntes Directives de l'Institut d'Estudis Eivissencs; d'Amics de Cristóbal Colón; de l'Associació Espanyola contra el Càncer, i del Rotary Club d'Eivissa. Fou col·laborador de l'Associació Amics de s'Arxiduc i autor del quadern L'arxiduc Lluís Salvador, un personatge de novel·la, publicat pel Consell Insular d'Eivissa i Formentera. També va publicar altres biografies de personatges eivissencs patrocinades per l'Associació d'Amics del Museu Arqueològic d'Eivissa i Formentera. Era col·laborador habitual de les revistes Eivissa, El Pitiús i de l'Enciclopèdia d'Eivissa i Formentera. El 2004 va rebre el Premi Ramon Llull.

## Obres
- Antoni Torres Mayans, un missioner eivissenc a Austràlia
- Josep Riquer i Llobet, un senyor Dalt Vila
- Carnavals, desfressats i encerrades